# حفيد عز (مسلسل)
تتناول أحداث السيت كوم شخصية عز (أشرف عبد الباقي) والذي يرتبط بجده (لطفي لبيب) غير معير لما يحدث من حوله أي أهمية. تتوالى الاحداث في إطار كوميدي عقب وفاة جده وعمله كمذيع يقابل مجموعة من الأشخاص الذين يدعون تحضير الأرواح والدجل والشعوذة ويطلب منهم تحضير روح جده.
- إخراج: مايكل بيوح (مخرج) تامر حمزة (مخرج منفذ)
- تأليف: جوزيف فوزي (مؤلف)
- نوع العمل: سيت كوم
- تصنيف العمل: كوميدي درامي
- اللغة العربية
- بلد الإنتاج: مصر